# Бульдог (револьвер)

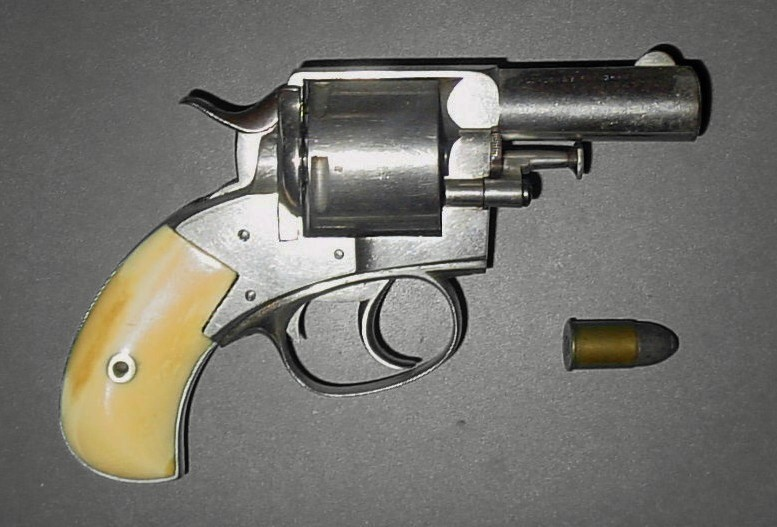
Webley British Bull Dog

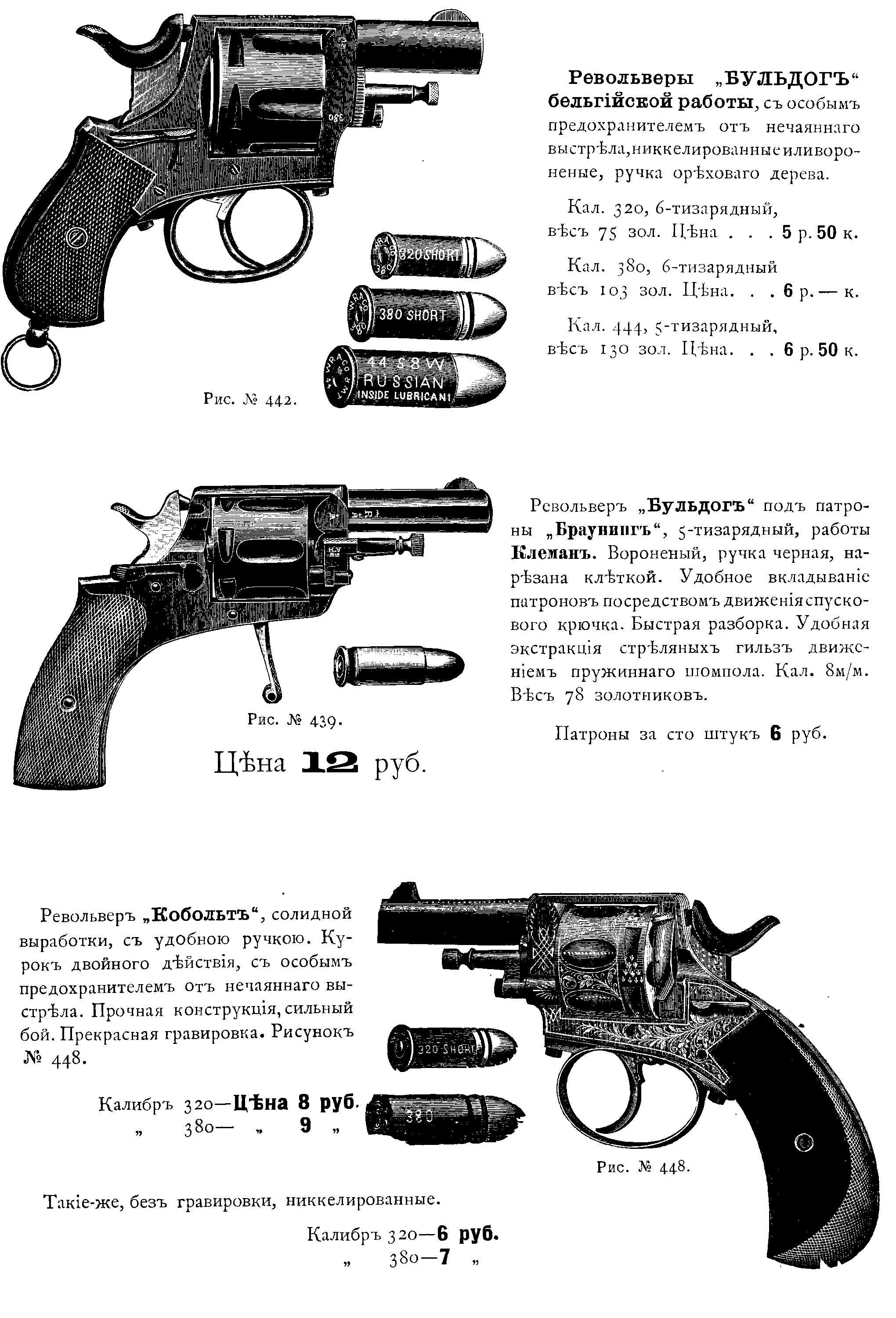
Различные револьверы типа «Бульдог» бельгийского производства начала XX в.

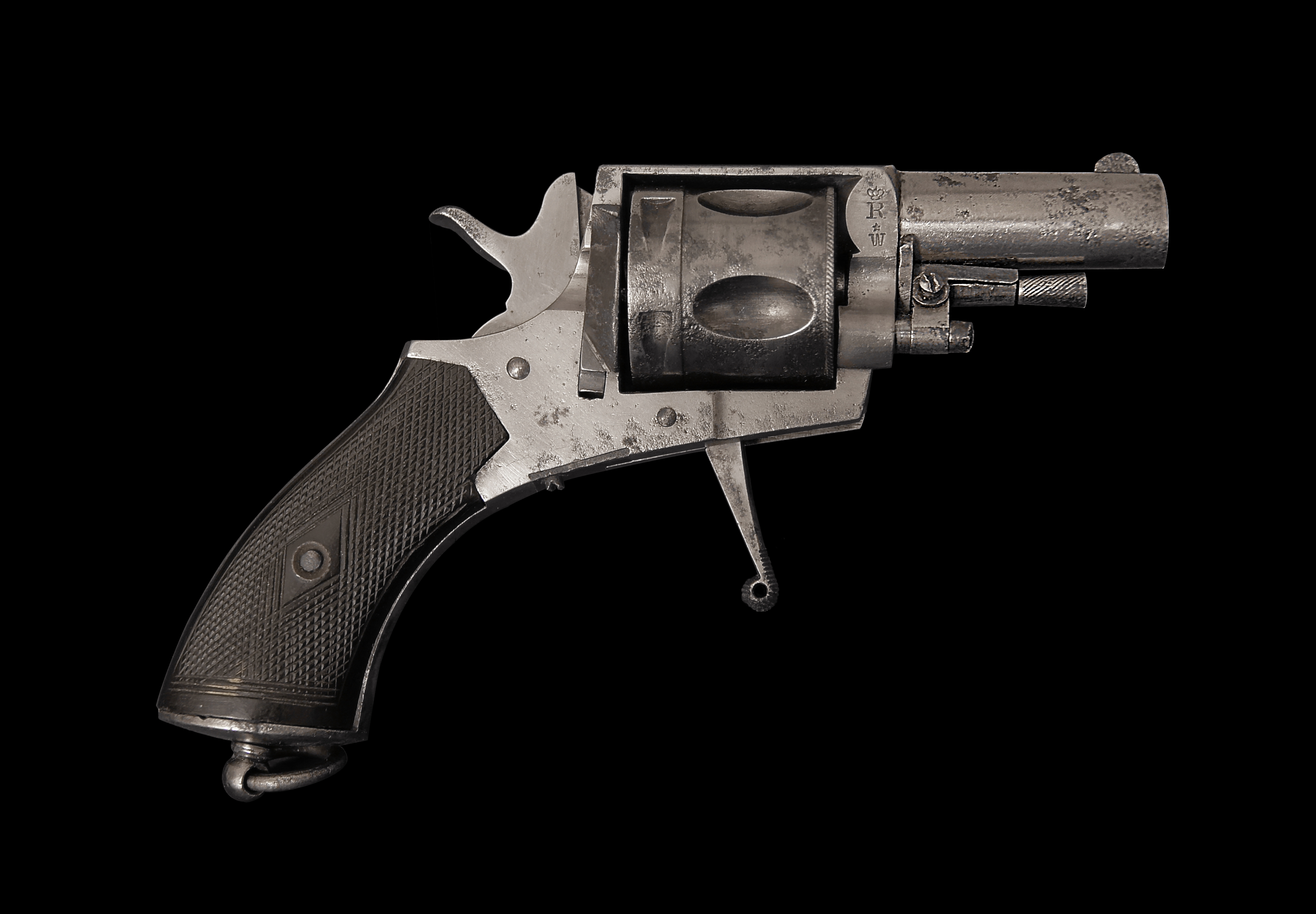
Вариация на тему «Британского бульдога» с убирающимся спусковым крючком. Производство Лепаж (Бельгия), конец XIX в.

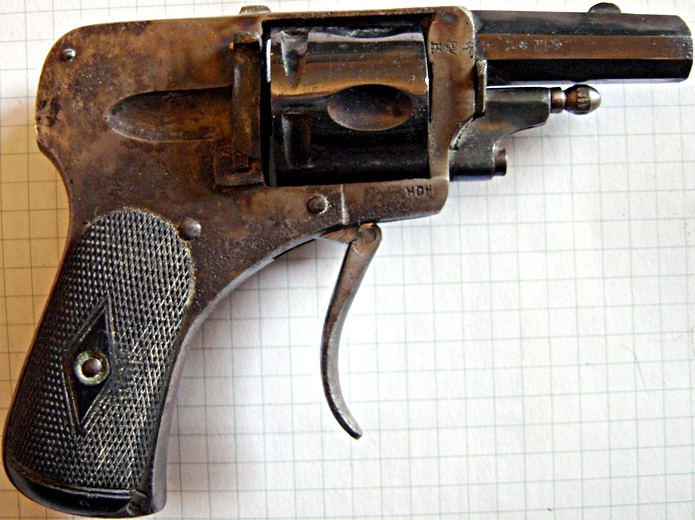
Бельгийский револьвер калибра 6,35 мм с конструктивными признаками «бульдога», оформленный «под браунинг»

«Бульдо́г» — широко распространённый в конце XIX — первой половине XX в. тип карманного револьвера. Название происходит от британского револьвера Уэбли № 2 (Webley No. 2, Bulldog, British Bulldog), выпущенного около 1872 г., и перешло на его многочисленные копии и подражания.

## Конструкция
К «бульдогам» принято относить револьверы, унаследовавшие от «Уэбли № 2» следующие конструктивные особенности:
- рама, рукоятка и ствол выполнены в виде одной детали;
- ствол относительно короткий (около 2,5 дюйма), хотя встречаются и длинноствольные образцы;
- как правило, достаточно крупный калибр (первоначально — .442, .450 и т. п., то есть более 11 мм. Впоследствии «бульдоги» выпускались в самых разных калибрах);
- ударно-спусковой механизм двойного действия с открытым курком;
- короткая рукоятка, в классическом «бульдоге» — в виде клюва попугая;
- заряжание и экстрактирование — поочерёдное, экстрактором служит шомпол, убирающийся внутрь оси барабана;
- дверца барабана расположена справа, открывается вниз.

Револьверы типа «бульдог» под разными названиями («Кобольд», «Констебль» и пр.), с различными вариациями конструкции, технологического исполнения и внешнего вида выпускали многие производители оружия в Европе и Америке. В США их производили, в частности, компании Forehand & Wadsworth, Iver Johnson, Harrington & Richardson; в Бельгии — Clement, Lepage и др.. «Бульдоги» использовались как гражданское и полицейское оружие, и даже состояли на вооружении в армии и флоте. 
 В обиходе «бульдогом» нередко называют вообще любой короткоствольный револьвер. Некоторые модели современных револьверов продаются под торговым наименованием «Бульдог» (например, американский Charter Arms Bulldog), но по своей конструкции к описанным здесь револьверам типа «бульдог» не относятся.

## «Бульдог» в истории

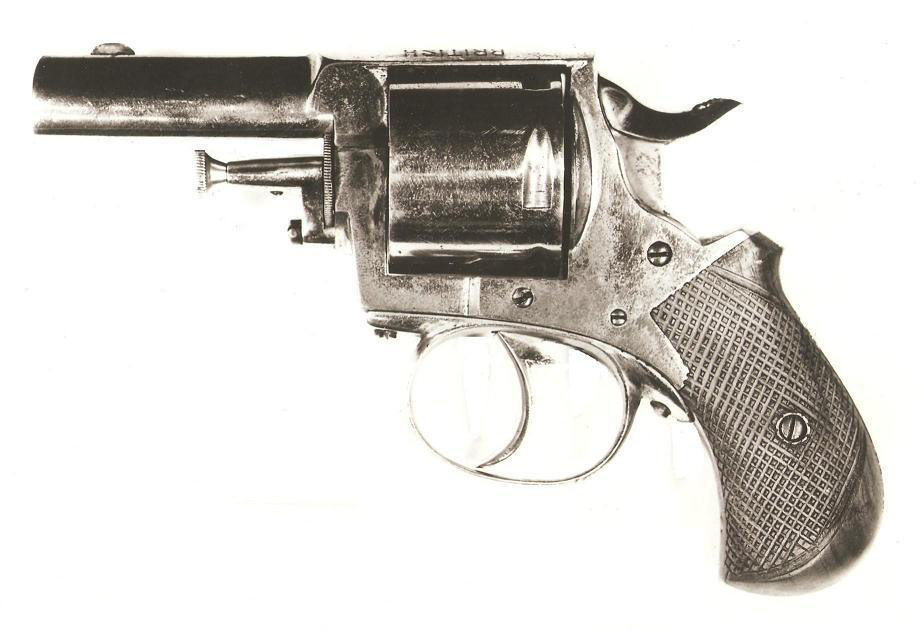
Револьвер Гито

- Шарль Гито, покушавшийся в 1881 году на президента США Гарфилда, стрелял из револьвера Webley British Bulldog. Психически неуравновешенный Гито специально для покушения купил «Бульдог» в дорогом исполнении с рукояткой из слоновой кости, чтобы он после хорошо смотрелся в музее. Револьвер Гито хранился в Смитсоновском институте и был утерян в начале 1900-х годов.
- В конце XIX века был запрещён импорт в Германию револьверов с очень коротким стволом, как «криминального» оружия. Чтобы обойти это ограничение, изготавливали и ввозили в страну длинноствольные «бульдоги» с мушкой посередине ствола, чтобы покупатель мог сам укоротить ствол.
- В 1878 году в Петербурге террористкой-народницей Верой Засулич было совершено покушение на градоначальника Ф. Ф. Трепова. Засулич была вооружена револьвером типа «бульдог».